# شانتو
شانتو هي مدينة تقع في الصين حيث بلغ عدد سكانها 4,971,000 نسمة (إحصائيات 2006) في كونغدنغ، ذات مساحة 2,064 كم مربع.

## المناخ
يظهر الجدول التالي التغييرات المناخية على مدار السنة لشانتو:
| البيانات المناخية لـشانتو                                                                    | البيانات المناخية لـشانتو | البيانات المناخية لـشانتو | البيانات المناخية لـشانتو | البيانات المناخية لـشانتو | البيانات المناخية لـشانتو | البيانات المناخية لـشانتو | البيانات المناخية لـشانتو | البيانات المناخية لـشانتو | البيانات المناخية لـشانتو | البيانات المناخية لـشانتو | البيانات المناخية لـشانتو | البيانات المناخية لـشانتو | البيانات المناخية لـشانتو |
| الشهر                                                                                        | يناير                     | فبراير                    | مارس                      | أبريل                     | مايو                      | يونيو                     | يوليو                     | أغسطس                     | سبتمبر                    | أكتوبر                    | نوفمبر                    | ديسمبر                    | المعدل السنوي             |
| -------------------------------------------------------------------------------------------- | ------------------------- | ------------------------- | ------------------------- | ------------------------- | ------------------------- | ------------------------- | ------------------------- | ------------------------- | ------------------------- | ------------------------- | ------------------------- | ------------------------- | ------------------------- |
| الدرجة القصوى °م (°ف)                                                                        | 29.0 (84.2)               | 29.7 (85.5)               | 31.6 (88.9)               | 33.8 (92.8)               | 35.2 (95.4)               | 36.9 (98.4)               | 38.8 (101.8)              | 37.6 (99.7)               | 36.9 (98.4)               | 34.1 (93.4)               | 32.2 (90.0)               | 29.4 (84.9)               | 38.8 (101.8)              |
| متوسط درجة الحرارة الكبرى °م (°ف)                                                            | 19.0 (66.2)               | 20.0 (68.0)               | 21.9 (71.4)               | 25.4 (77.7)               | 28.7 (83.7)               | 30.8 (87.4)               | 32.8 (91.0)               | 32.4 (90.3)               | 31.6 (88.9)               | 28.7 (83.7)               | 24.9 (76.8)               | 20.9 (69.6)               | 26.4 (79.6)               |
| المتوسط اليومي °م (°ف)                                                                       | 14.7 (58.5)               | 15.8 (60.4)               | 17.8 (64.0)               | 21.6 (70.9)               | 25.2 (77.4)               | 27.5 (81.5)               | 29.1 (84.4)               | 28.9 (84.0)               | 27.9 (82.2)               | 25.1 (77.2)               | 20.8 (69.4)               | 16.6 (61.9)               | 22.6 (72.7)               |
| متوسط درجة الحرارة الصغرى °م (°ف)                                                            | 11.7 (53.1)               | 13.0 (55.4)               | 14.9 (58.8)               | 18.9 (66.0)               | 22.6 (72.7)               | 25.1 (77.2)               | 26.4 (79.5)               | 26.1 (79.0)               | 25.1 (77.2)               | 22.0 (71.6)               | 17.3 (63.1)               | 13.2 (55.8)               | 19.7 (67.5)               |
| أدنى درجة حرارة °م (°ف)                                                                      | 2.4 (36.3)                | 5.0 (41.0)                | 5.2 (41.4)                | 11.6 (52.9)               | 16.9 (62.4)               | 18.5 (65.3)               | 22.1 (71.8)               | 22.3 (72.1)               | 20. (68)                  | 14.1 (57.4)               | 8.2 (46.8)                | 1.2 (34.2)                | 1.2 (34.2)                |
| الهطول مم (إنش)                                                                              | 28.0 (1.10)               | 68.3 (2.69)               | 103.6 (4.08)              | 171.9 (6.77)              | 207.7 (8.18)              | 273.1 (10.75)             | 225.2 (8.87)              | 280.5 (11.04)             | 162.9 (6.41)              | 31.4 (1.24)               | 32.1 (1.26)               | 33.2 (1.31)               | 1٬617٫9 (63.7)            |
| متوسط الأيام الممطرة (≥ 0.1 mm)                                                              | 7.2                       | 10.8                      | 12.7                      | 13.3                      | 15.3                      | 17.1                      | 13.4                      | 13.7                      | 9.9                       | 5.2                       | 4.8                       | 5.2                       | 128.6                     |
| متوسط الرطوبة النسبية (%)                                                                    | 73                        | 76                        | 75                        | 77                        | 78                        | 82                        | 78                        | 79                        | 75                        | 69                        | 71                        | 70                        | 75                        |
| ساعات سطوع الشمس الشهرية                                                                     | 143.2                     | 96.0                      | 101.7                     | 112.8                     | 134.7                     | 170.9                     | 239.7                     | 218.6                     | 200.7                     | 207.6                     | 181.2                     | 171.5                     | 1٬978٫6                   |
| نسبة وصول أشعة الشمس                                                                         | 43                        | 30                        | 28                        | 30                        | 33                        | 42                        | 58                        | 55                        | 55                        | 58                        | 55                        | 52                        | 45                        |
| المصدر #1: China Meteorological Data Service Center                                          |                           |                           |                           |                           |                           |                           |                           |                           |                           |                           |                           |                           |                           |
| المصدر #2: China Meteorological Administration(precipitation days, sunshine hours 1971-2000) |                           |                           |                           |                           |                           |                           |                           |                           |                           |                           |                           |                           |                           |

## توأمة
لشانتو اتفاقيات توأمة مع:
- تكيرداغ

## أعلام
- تان هاو ليانغ
- لين شوانغي
- تيريزا هسو
- دومينيك لام
- توماس تشانغ